# Pedro Ocharte
Pedro Ocharte (... – 1592 circa) è stato un tipografo francese, uno dei primi a stampare nelle Americhe. Fu attivo dal 1563 al 1592.

## Biografia
Originario di Rouen in Francia, Ocharte giunse a Città del Messico (Nuova Spagna) attorno al 1549. Sposò Maria de Figueroa, figlia del tipografo Juan Pablos, che nel 1563 iniziò ad aiutare nella sua stamperia. Nel 1572 Ocharte fu incarcerato dall'inquisizione dato che uno dei suoi primi prodotti era stato considerato eretico. Ocharte morì attorno al 1592.
Anche suo figlio, Melchior Ocharte, fu un tipografo.

## Libri stampati da Pedro Ocharte
- Psalterium chorale (1563)
- Domingo de la Anunciación, Doctrina christiana breve y compendio por via de dialogo entre un maestro y un discipulo, sacada en lengua castellana y mexicana (1565)
- Cartilla para enseñar a leer (1569)
- Alonso de Molina, Arte de la lengua mexicana y castellana (1571)
- Juan de la Cruz, Doctrina christiana en lengua guasteca (1571)
- Juan de Cordova, Arte en lengua zapoteca (1578)
- Colloquios de la paz y tranquilidad christiana en lengua mexicana (1582)
- Diego García de Palacio, Dialogos militares (1583)
- Psalterium, antiphonarium sanctorale cum psalmis & hymnis (1584)
- Diego García de Palacio, Instrucion nauthica (1587)
- Juan de Cárdenas, Problemas y secretos maravillosos de las Indias (1591)
- Agustín Farfán, Tractado breve de medicina y de todas las enfermedades (1592)